# Mariano Silva y Aceves

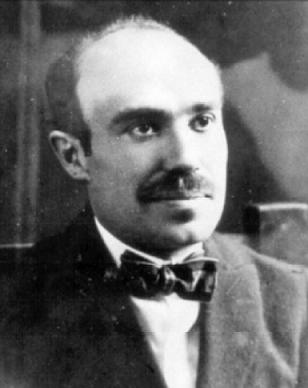
Mariano Silva y Aceves

Mariano Silva y Aceves (* 1887 in La Piedad; † 1937 in Mexiko-Stadt) war ein mexikanischer Jurist, Schriftsteller und Rektor der Universidad Nacional de México (UNM).

## Biografie
Silva besuchte in seiner Heimatstadt das Seminario de Morelia und das Colegio de San Nicolás. 1907 ging er nach Mexiko-Stadt und studierte an der Escuela Nacional de Jurisprudencia und graduierte 1913. Er unterrichtete ab 1914 an der Escuela Nacional Preparatoria und dozierte an der Escuela Nacional de Altos Estudios. Vom 12. Oktober bis zum 12. Dezember 1921 war er Rektor der Universidad Nacional de México und erhielt 1933 den Doktortitel der Facultad de Filosofía y Letras der UNAM. Silva zählte zu den intellektuellen Mexikanern seiner Zeit, schrieb unter anderem auch Novellen, Märchen und Dramen. Im gleichen Jahr gründete er das Instituto Mexicano de Investigaciones Lingüísticas (dt.: Mexikanisches Institut für linguistische Forschungen) und animierte zahlreiche Studierende dazu, sich mit den indigenen Sprachen Mexikos zu befassen und ihre Ergebnisse in der von ihm herausgegebenen Zeitschrift „Investigaciones Lingüísticas“ zu veröffentlichen.

## Werke (Auswahl)
- 1925: Arquilla de Marfil
- 1920: Anímula
- 1936: Muñecos de Cuerda
- Aventuras del tío Coyote
- Entremés de las Esquilas y Entremés de Chino